# Esperimento del neutrino di Cowan e Reines
L'esperimento del neutrino, detto anche esperimento di Cowan-Reines dal nome dei due scienziati Clyde Cowan e Frederick Reines che lo misero a punto nel 1956, confermò l'esistenza dell'antineutrino, una particella subatomica con carica elettrica nulla e massa molto piccola.

## Storia
Negli anni '30, attraverso lo studio del decadimento beta, era diventato evidente che doveva esistere una particella con massa quasi nulla e senza carica elettrica che non era mai stata osservata fino a quel momento.
Questa evidenza nasceva dall'osservazione dello spettro continuo dell'energia cinetica e dell'impulso dell'elettrone emesso nel decadimento beta. Se si vuole mantenere valido il principio di conservazione dell'energia, l'unico modo perché quello spettro continuo potesse essere spiegato è che insieme all'elettrone venisse prodotta ed emessa una terza particella. 
Tale ipotesi venne avanzata da Wolfgang Pauli nel 1930, e venne a lungo considerata speculativa. Era necessario riuscire a rivelare direttamente l'esistenza delle suddette ipotetiche particelle per cambiare in modo definitivo le opinioni di tutta la comunità scientifica. 
Fortunatamente, la teoria che descrive i comportamenti delle particelle implica che, oltre al decadimento beta, debbano esistere altre reazioni di intensità nota, incluse quelle dove l'ipotetica particella interagisce con un nucleo, producendo la trasformazione del nucleo stesso e l'emissione di un'antiparticella beta (=positrone). Una tale reazione, denominata decadimento beta inverso, fu utilizzata con successo da Reines e Cowan per rivelare la presenza delle particelle sopra ipotizzate. 
Significativo è che la sezione d'urto del decadimento beta inverso, misurata nell'esperimento, sia dello stesso ordine di grandezza di quella prevista dalla teoria di Fermi del decadimento beta.
La sorgente di particelle che essi utilizzarono era il reattore nucleare dell'impianto Savannah River nella Carolina del Sud. Questi importanti risultati valsero il premio Nobel a Reines nel 1995.

## Idea dell'esperimento
L'antineutrino predetto avrebbe dovuto interagire con un protone (p) tramite il decadimento beta inverso per produrre un neutrone (n) e un positrone (e+, l'antiparticella dell'elettrone)
{\displaystyle {\bar {\nu }}_{e}+{\text{p}}\rightarrow {\text{n}}+{\text{e}}^{+}}
Il positrone si annichila poi con un elettrone emettendo due raggi gamma, che sono rivelabili. Il neutrone può essere rivelato tramite la sua cattura su un appropriato nucleo, che rilascia poi un raggio gamma. La coincidenza di questi due eventi -l'annichilazione del positrone e la cattura neutronica- indicato l'avvenuta interazione dell'antineutrino.
La maggior parte dei nuclei di idrogeno legati nelle molecole di acqua hanno un singolo protone come nucleo. Questi protoni servono da bersaglio per gli antineutrini da un reattore. Invece nel caso di nuclei pesanti, con diversi protoni e neutroni, il meccanismo di interazione è più complicato e non sempre si descrive bene considerando i protoni che li costituiscono come protoni liberi.

## Apparato sperimentale
La sorgente di antineutrini usata da Cowan e Reines fu un reattore nucleare, come suggerito dalla divisione di fisica di Los Alamos guidata da J. M. B. Kellogg. Il flusso era di circa 1017 neutrini al secondo per centimetro quadrato, molto più alto di qualsiasi flusso ottenibile da altre sorgenti radioattive.
I neutrini interagivano poi con i protoni in due serbatoi di acqua, creando neutroni e positroni. L'annichilazione del positrone con un elettrone generava poi una coppia di raggi gamma. Al fine di rivelare i raggi gamma, i serbatoi di acqua erano posizionati all'interno di serbatoi contenenti dello scintillatore liquido. Il materiale scintillante produceva lampi di luce quando veniva colpito dai raggi gamma, e questa luce era rivelata tramite dei tubi fotomoltiplicatori.
Questo primo esperimento non fu però abbastanza risolutivo, fu quindi perfezionato per migliorare l'affidabilità dei risultati. Aggiungendo cloruro di cadmio al serbatoio di acqua era possibile infatti rivelare i neutroni. Il cadmio è un assorbitore di neutroni molto efficiente e emette raggi gamma quando assorbe un neutrone. 
{\displaystyle {\text{n}}+^{108}{\text{Cd}}\rightarrow ^{109}{\text{Cd}}^{*}\rightarrow ^{109}{\text{Cd}}+\gamma }
Il dispositivo era tale per cui il raggio gamma emesso dal cadmio sarebbe stato rivelato 5 microsecondi dopo i raggi gamma emessi dal positrone, se fossero stati effettivamente prodotti dal neutrino.

## Risultati
L'esperimento preliminare fu eseguito a Hanford Site, ma fu poi spostato al sito di Savannah River nella Carolina del Sud vicino ad Aiken dove c'era una migliore schermatura dai raggi cosmici. L'esperimento era posto a 11 metri dal reattore e 12 metri sotto terra.
Furono usati due serbatoi per un totale di circa 200 litri di acqua e circa 40 kg di CdCl2 disciolto. I serbatoi di acqua erano posti fra tre strati di scintillatori che contenevano tubi fotomoltiplicatori da 127 mm.
Dopo mesi di presa dati, avevano accumulato dati per circa tre neutrini all'ora. Per essere assolutamente certi di aver rivelato eventi di neutrino spensero il reattore per verificare che ci fosse una differenza nel numero di eventi rivelati.
La sezione d'urto predetta per la reazione era circa 6×10−44 cm2 e la sezione d'urto misurata fu 6.3×10−44 cm2. I loro risultati furono pubblicati il 20 luglio del 1956 su Science.
Clyde Cowan morì nel 1974; nel 1995 fu assegnato il premio Nobel per la fisica a Frederick Reines per il suo lavoro sulla fisica del neutrino.